# Stephanie Wyant
Stephanie Wyant (1994) è una giocatrice di football americano britannica, che gioca come runningback per le Solent Thrashers..

## Palmarès
- 1 Sapphire Series Division 2A (Portsmouth Dreadnoughts: 2018)